# 哥姆巴尼甘傑烏帕齊拉 (諾阿卡利縣)
哥姆巴尼甘傑乌帕齐拉是孟加拉国諾阿卡利縣的一个乌帕齐拉，位於吉大港专区的諾阿卡利縣。。

## 人口
據1991年孟加拉國人口普查，哥姆巴尼甘傑共有戶數30,847戶，人口183351人。其中男性佔比52.77%，女性佔比47.23%；成年人口83,104人。該地7歲以上人口之平均識字率為34.5%。